# Pjotr Olegovitj Tolstoj
Pjotr Olegovitj Tolstoj (ryska: Пётр Олегович Толстой), född 20 juni 1969 i Moskva i Ryska SFSR i Sovjetunionen, är en rysk journalist, producent och politiker. Pjotr Tolstoj tillträdde som vice ordförande i statsduman 2016.